# Personnage caché
Un personnage caché est un terme employé dans l'industrie du jeu vidéo. On utilise ce terme lorsque les développeurs créent un personnage atypique (fictif ou réel) qui ne peut être utilisable qu'une seule fois débloqué (en terminant un niveau, en battant un adversaire...).